# Верховинцы
Верхови́нцы (укр. Верхови́нці) — наименование карпатских русинов и украинцев, живущих на обоих склонах Карпат в пределах Украины и частично на Пряшевщине в Словакии, — в регионе Верховина. Основное занятие верховинцев — сельское хозяйство (горное скотоводство, полеводство, садоводство, огородничество), лесные промыслы.